# 찰스 킨들버거
찰스 푸어 "찰리" 킨들버거(Charles Poor "Charlie" Kindleberger, 1910년 10월 12일 ~ 2003년 7월 7일)는 30권 이상의 저서를 남긴 미국의 경제학자다. 1978년에 펴낸 주식시장 버블에 대한 저서 '광기, 패닉, 붕괴'는 2000년의 닷컴버블 이후 재판됐다. 킨들버거는 패권안정론으로 잘 알려져있다. 그는 이코노미스트에 의해 재정위기를 가장 잘 아는 사람으로 평가되고 있다.